# Jinx
Jinx är en kroatisk musikgrupp bildad 1994. Gruppen består av sex medlemmar. De har släppt sju album. År 2001 upplöstes gruppen men den återbildades igen 2007. Bland deras mest kända låtar finns "Tamo gdje je sve po mom" (2001) och "Da smo se voljeli manje" (2010).

## Diskografi

### Album
- 1995 - Sextasy
- 1997 - Second Hand
- 1999 - Pompei – Ljetna ploča katastrofe
- 2001 - Avantura počinje
- 2002 - Retro/Best of Jinx
- 2007 - Na zapadu
- 2010 - Diksilend